# Teatro Kursaal-Fernando Arrabal
O Teatro Kursaal-Fernando Arrabal é o teatro mais importante de Melilha (Espanha), localizado no n.º 6 da avenida Cándido Lobera, Alargue Modernista e que faz parte do Conjunto Histórico Artístico da Cidade de Melilha, um Bem de Interesse Cultural.

## Salão Kursaal
Os solares 190, 191 e 192 do Bairro de Rainha Victoria ficarão desertos nas licitações de 1910, devido a sua desfavorável localização com respeito à Avenida e dois anos mais tarde, de forma provisória ceder-se-ão em usucto a Isidro Beiras Pujol e Antonio Carbonell Pages, para a instalação de um skating rink, pista de patinaje, bar e cinematógrafo projectado num princípio por Joaquín Barco Pons, projecto do 12 de junho de 1912, finalmente deve-se ao de Enrique Nieto com data 25 de setembro de 1912, autorizada sua construção o 8 do mês seguinte e sendo concluído no final do mesmo ano, sendo inaugurado o 23 de dezembro de 1912 , com a denominação de Salão Kursal. Propriedade dos empresários  Jorro e Rivas, era um enorme pavilhão de madeira com carpintería interior de desenho vienés para o recreio provisto então da maior pista de Espanha, no ano  1915 é comprado por Ricardo Ramos Cordeiro que em 1916 o reforma para servir de teatro de variedades e comédias.
No “Relatório a respeito das condições que reúnem actualmente os locais destinados a espectáculos públicos, nesta cidade”, assinado pelo engenheiro industrial Francisco das Grutas e o arquitecto Enrique Nieto, datado a primeiro de abril do ano 1927 indicava seu mau estado e na Sessão Permanente da Junta  Municipal de começos do mês de junho de 1928 se tinha obrigado a seu proprietário a deixar livre um trozo de via pública que usufruía a efeitos de urbanização dos terrenos próximos ao barracón, dantes do 31 de dezembro de 1928.
Corbella adquire-o em 1929 e aluga-o a Rico e Vermelho, até que é comprado por Rafael Rico Albert no 1929, que o 19 de maio de 1930 começou ao derrubar.

## Teatro Kursaal

### História
O 20 de fevereiro de 1930, a Junta Municipal autorizou sua construção a Rico Albert indicando que devia alinhar com o Edifício da Câmara de Comércio e se ajustar plenamente às condições impostas pela Comissão de Espectáculos de Melilha.  Foi construído em 1930 pelos contratadores José Zea, Albadelajo e Martínez Rosas, SA, com decoración de Vicente Maeso e carpinterías de Adolfo Hernández segundo desenho do arquitecto Enrique Nieto datado em dezembro de 1929 e inaugurado o 31 de outubro de 1930, dois mil quinhentos espectadores, o 14 de abril de 1931 teve lugar o início de suas sessões de cinema sonoro com o filme alemã titulada em espanhol Só te quis a ti, sendo declarada obra nova nesse ano e ampliado entre 1934 e 1935 com proscenio e camerinos pelo mesmo arquitecto em novembro de 1934, para servir de teatro, o único do centro de Melilha.
Foi renomeado Cinema Nacional em 1937 e sofreu a perda a decoración original da sala 1952 e 1953, substituída por uma de Pedro Aroca, dos pináculos da fachada principal depois de vários terramotos entre 1958 e 1959 e a eliminação dos palcos do procenio em 1969 para agrandar o ecrã. Depois do fechamento em 1982 do Monumental Cinema Sport converteu-se no maior cinema de Melilha, no que se celebravam nas Semanas de Cinema.
Foi comprado em 2005 e reconstruído entre 2010 e 2011 pela Cidade Autónoma de Melilla, sendo denominado Teatro Kursaal.
O 25 de outubro de 2017 rebaptizou-se como Teatro Kursaal-Fernando Arrabal com a presença do próprio Fernando Arrabal.

### Descrição

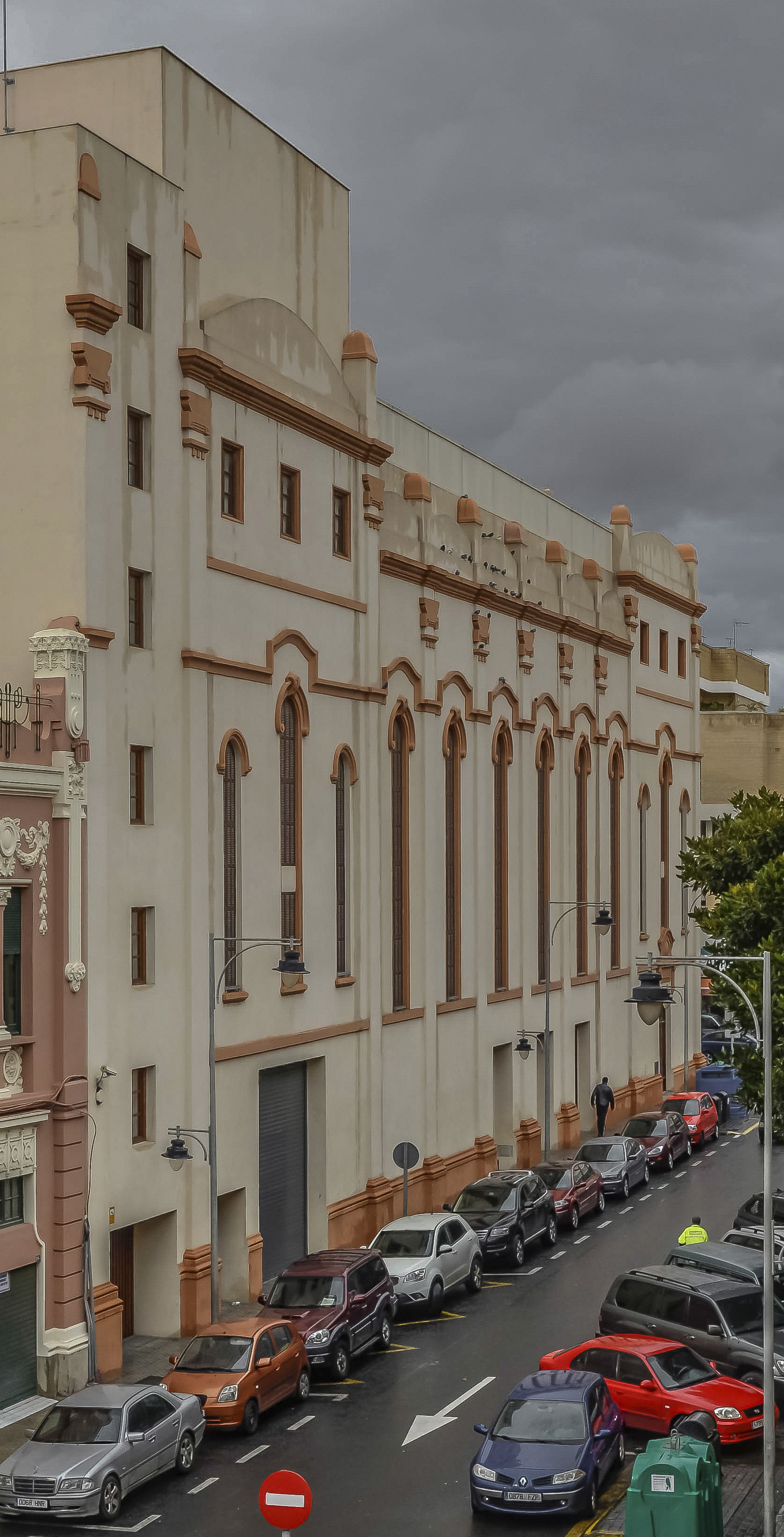

Está construído com paredes de mampostería de pedra local e tijolo tocho, com bovedillas de tijolo tocho para os tetos, materiais muito humildes.

### Exterior
Sua fachada principal conta com uma rua que se inicia com as três portas primeiramente em arcos planos, continuando com uma janela trífora que conduz  a um balcón corrido com balaustre, esta janela continua com outra similar, com um arco escarzano sobre o rótulo de fundição, enquadrado por uma cornisa adaptado ao arco que leva a cinco janelas adinteladas, separadas por pilastras que conduzem a um frontón curvo, flanqueado por pináculos que arrancam em belas pilastras ornamentadas com motivos geométricos que se iniciam no primeiro corpo. Cale-las laterais contam com belas portas de madeira, com molduras que levam até um grande ventanal terminado em arco,letras de ferro sevillanas que leva a outra cornisa adaptado ao arco e esta a uma janela, se arrematando com outro frontón curvo e flanqueada toda a rua com pilastras, se repetindo esta composição da rua nos paños da fachada lateral.

### Interior

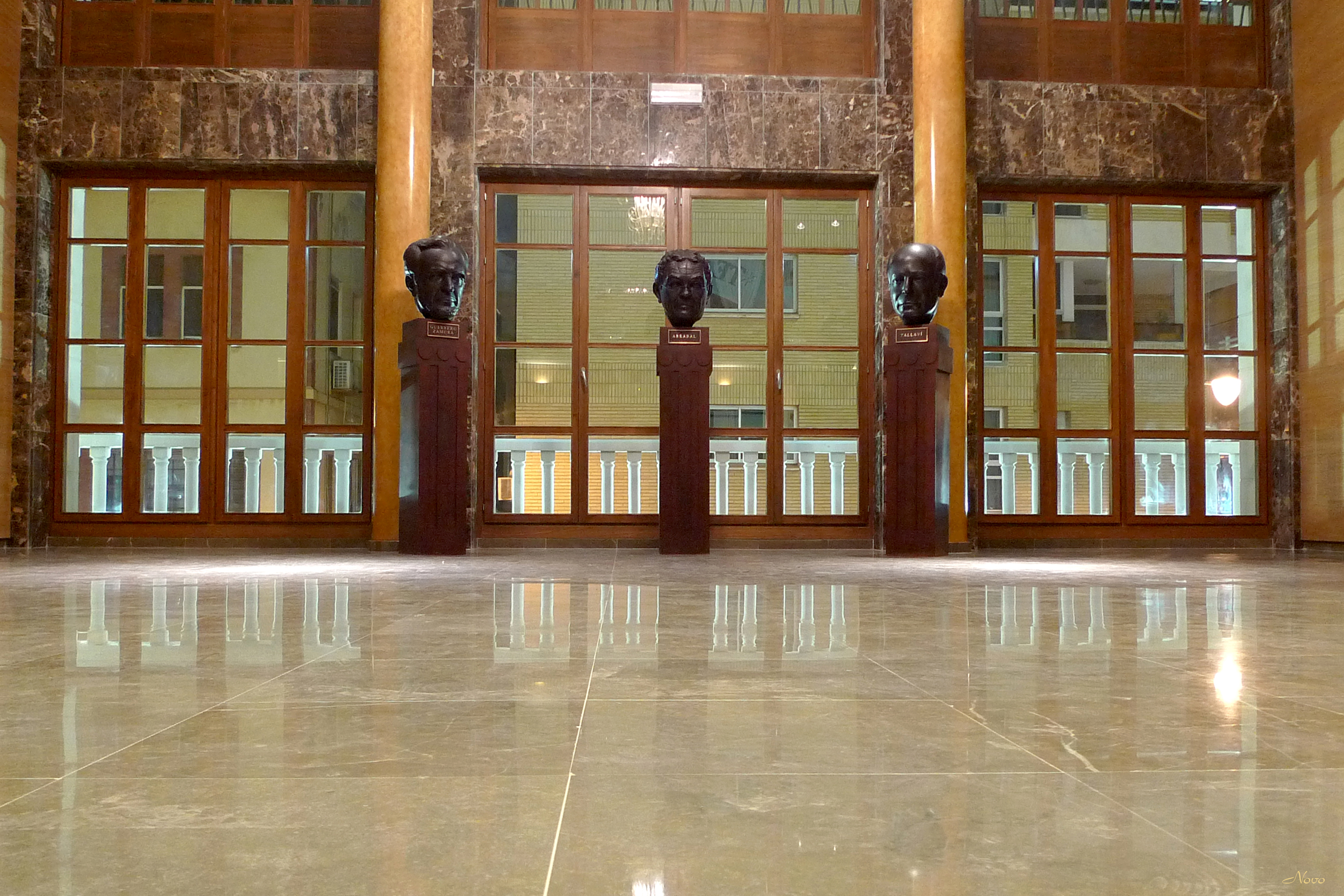
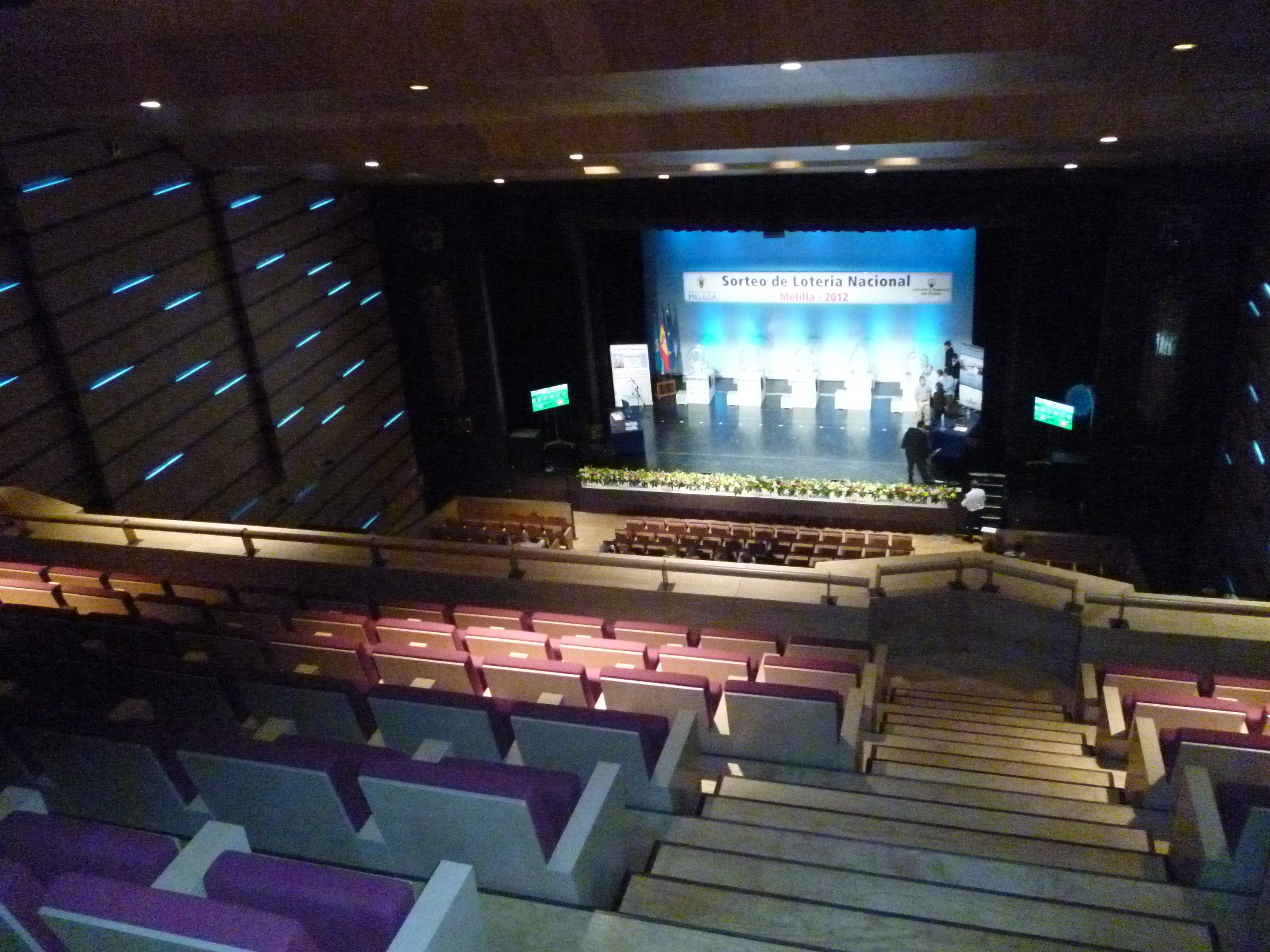

Dantes da transformação contava com três plantas -800 e 400 butacas-.
O térreo contava com as bilheteiras aos lados do vestíbulo, depois do situa o pátio, com proscenio e orquestra em seu final, a primeira contava com foyer, os serviços e, separado por rejería central, o <<olho do pátio>> que oferecerá a visual do recibidor de seu térreo., até a construção do palco com a cabine e entradas laterais ao anfiteatro que em seus braços extremos tinha os palcos. O segundo anfiteatro, de igual distribuição, albergará a contaduría e dará fim, em sua superfície central, à visão do foyer inferior. 